# Ruwanella
Ruwanella o Ruwanwella és una població de la província de Sabaragamuwa a Sri Lanka. Destaca per haver estat lloc d'assentament d'un antic fort portuguès a Ceilan.
Va ser creat com una empallissada de fustes abans del 1600. Estava situat a uns 50 km a l'est-nord-est de Colombo a la vora del riu Moraliya Ganga.